# Hypoclinemus mentalis
Genre
Espèce
Hypoclinemus mentalis est une espèce de poissons pleuronectiformes, la seule du genre Hypoclinemus. Elle appartient à la famille des Achiridae.

## Distribution
Ce poisson se trouve en Amérique du Sud dans le bassin de l'Amazone et dans celui de l'Orénoque.